# Аникин, Александр Евгеньевич
Алекса́ндр Евге́ньевич Ани́кин (род. 10 декабря 1952, Новосибирск) — советский и российский лингвист, специалист в области этимологии, теории языковых контактов, славистики, русистики и литературоведения. Член-корреспондент РАН (2003), академик (2016) по Отделению историко-филологических наук (секция языка и литературы).

## Биография
Родился в 1952 году в Новосибирске. В 1975 году окончил гуманитарный факультет Новосибирского государственного университета. Работал в вузах Новосибирска и Тюмени (ассистент кафедры общего языкознания Тюменского государственного университета, 1975—1976). С 1985 года в аспирантуре Института русского языка АН СССР (научный руководитель чл.-корр. АН СССР О. Н. Трубачев). В 1984 году в ИРЯ АН СССР защитил кандидатскую диссертацию на тему: «Опыт семантического анализа омонимов на праславянском фоне». С 1985 по 1990 работал в Институте истории, филологии и философии АН СССР (Новосибирск), был редактором томов Серии «Памятники фольклора народов Сибири и Дальнего Востока».
В 1990 году поступил в докторантуру Института русского языка АН СССР, после окончания которой стал заведующим Группой (с 1997 — Сектор) русского языка Института филологии СО РАН. В 2000 году в диссертационном совете Уральского государственного университета имени А. М. Горького (Екатеринбург) защитил докторскую диссертацию в виде научного доклада на тему: «Проблемы русской диалектной этимологической лексикографии» (Екатеринбург). 22 мая 2003 года избран членом-корреспондентом РАН по Отделению историко-филологических наук РАН. 28 октября 2016 года избран действительным членом (академиком) РАН.
Жена: Аникина Елена Александровна.
Дочь: Соснина Анна Александровна.

## Общественная позиция
В феврале 2022 подписал открытое письмо российских учёных и научных журналистов с осуждением вторжения России на Украину и призывом вывести российские войска с украинской территории.

## Исследовательская работа
А. Е. Аникин — крупный специалист в области этимологии русской лексики, контактов русского языка и языков Сибири. Им созданы словари: «Этимологический словарь русских диалектов Сибири (заимствования из уральских, алтайских и палеоазиатских языков)» (2 издания: 1997, дополненное и уточненное — 2000) и «Этимологический словарь русских заимствований в языках Сибири» (2003). В настоящее время работает над «Русским этимологическим словарем» (совместный проект ИФ СО РАН и ИРЯ РАН).
Административные обязанности:
- заведующий Сектором русского языка Института филологии СО РАН (Новосибирск);
- член бюро Объединенного ученого совета по гуманитарным наукам СО РАН (Новосибирск);
- руководитель гуманитарной секции Научно-издательского совета СО РАН (Новосибирск);
- член диссертационного совета при Институте филологии СО РАН (Новосибирск);
- член редколлегии «Сибирского филологического журнала» (Новосибирск);
- член главной редколлегии серии «Памятники фольклора Сибири и Дальнего Востока» (Новосибирск).

А. Е. Аникин также является видным литературоведом, в основном как исследователь творчества И. Ф. Анненского и А. А. Ахматовой. В 1992 году он участвовал в работе международного семинара по И. Ф. Анненскому в Париже, а в 2005 году выступил с докладом на Международных юбилейных Анненских Чтениях в Москве.

## Основные работы
- Аникин А. Е. Этимологический словарь русских диалектов Сибири: Заимствования из уральских, алтайских и палеоазиатских языков / Рец.: канд. филол. наук Б. В. Болдырев, канд. филол. наук А. М. Певнов, д-р филол. наук Е. А. Хелимский; Институт филологии СО РАН. — Новосибирск: Наука. Сибирское предприятие РАН, 1997. — 776 с. — 490 экз. — ISBN 5-02-031031-X.
- Аникин А. Е. Этимологический словарь русских диалектов Сибири: Заимствования из уральских, алтайских и палеоазиатских языков / Ин-т филологии СО РАН. — 2-е изд., испр. и доп. — М., Новосибирск: Наука, 2000. — 768 с. — ISBN 5-02-031804-3.
- Аникин А. Е. Этимологический словарь русских заимствований в языках Сибири / Ин-т филологии. — Новосибирск: Наука, 2003. — 788 с. — 800 экз. — ISBN 5-02-031852-3.
- Опыт словаря лексических балтизмов в русском языке. Новосибирск: Наука, 2005.
- Аникин А. Е., Хелимский Е. А. Самодийско-тунгусо-маньчжурские лексические связи / Институт филологии СО РАН. — М.: Языки славянских культур, 2007. — 256 с. — 500 экз. — ISBN 5-9551-0210-8.
- Аникин А. Е. Иннокентий Анненский и его отражения: Материалы. Статьи. — М.: Языки славянских культур, 2011. — 472 с. — (Studia poetica). — 500 экз. — ISBN 978-5-9551-0472-0.

Русский этимологический словарь

- Вып. 1 (а — аяюшка) / ИРЯ РАН, Ин-т филологии СО РАН. — М.: Рукописные памятники Древней Руси, 2007. — 368 с. ISBN 5-9551-0208-6.
- Вып. 2 (б — бдынъ) / ИРЯ РАН, Ин-т филологии СО РАН. — М.: Рукописные памятники Древней Руси, 2008. — 336 с. ISBN 978-5-9551-0265-8.
- Вып. 3 (бе — болдыхать) / ИРЯ РАН, Ин-т филологии СО РАН — М.: Рукописные памятники Древней Руси, 2009. — 344 с. ISBN 978-5-9551-0356-3.
- Вып. 4 (боле — бтарь) / ИРЯ РАН, Ин-т филологии СО РАН. — М.: Знак, 2011. — 328 с. ISBN 978-5-9551-0476-8.
- Вып. 5 (буба I — вакштаф) / ИРЯ РАН, Ин-т филологии СО РАН. — М.: Знак, 2011. — 344 с. ISBN 978-5-9551-0484-3.
- Вып. 6 (вал I — вершок IV) / ИРЯ РАН, Ин-т филологии СО РАН. — М.: Рукописные памятники Древней Руси, 2012. — 368 с. ISBN 978-5-9551-0583-3.
- Вып. 7 (вершь I — вняться II). — М.: ИРЯ РАН, 2013. — 352 с. ISBN 978-5-88744-087-3.
- Вып. 8 (во I — вран). — М.: ИРЯ РАН, Ин-т филологии СО РАН, 2014. — 352 с. ISBN 978-5-88744-087-3.
- Вып. 9 (вра́ндовать — гало́п). — М.: ИРЯ РАН, Ин-т филологии СО РАН, 2015. — 383 с. ISBN 978-5-88744-087-3.
- Вып. 10 (галочка I — глыча). — М.: Нестор-История, 2016. — 368 с. ISBN 978-5-88744-087-3.
- Вып. 11 (глюки — грайка). — М.: Нестор-История, 2017. — 368 с. ISBN 978-5-4469-1180-6.
- Вып. 12 (грак I — дбать). — М.: ИРЯ РАН; Новосибирск: ИФ СО РАН; СПб.: Нестор-История, 2018. — 376 с. ISBN 978-5-4469-1372-5.
- Вып. 13 (два — дигло). — М.: Ин-т рус. яз. им. В. В. Виноградова РАН; Ин-т филологии Сибирского отделения РАН, 2019. — 376 с. ISBN 978-5-88744-087-3.
- Вып. 14 (дигнитарь — дрощи). — СПб.: Нестор-История, 2020. — 384 с. ISBN 978-5-4469-1761-7.
- Вып. 15 (друг I — еренга). — СПб.: Нестор-История, 2020. — 384 с. ISBN 978-5-4469-2005-1.
- Вып. 16: (ерепениться — житьё). — М.: Ин-т рус. яз. им. В. В. Виноградова РАН; Ин-т филологии Сибирского отделения РАН, 2022. — 389 с. ISBN 978-5-7164-1213-2.
- Вып. 17: (жихарь I — засьюндывать). — М.: Ин-т рус. яз. им. В. В. Виноградова РАН; Ин-т филологии Сибирского отделения РАН, 2023. — 391 с. ISBN 978-5-7164-1303-0.